# Egling an der Paar
Egling an der Paar, Egling a.d.Paar – miejscowość i gmina w Niemczech, w kraju związkowym Bawaria, w rejencji Górna Bawaria, w regionie Monachium, w powiecie Landsberg am Lech. Leży około 18 km na północny wschód od Landsberg am Lech, nad rzeką Paar.

## Dzielnice
- Heinrichshofen
- Hattenhofen

## Demografia
| Rok  | Liczba mieszk. |
| ---- | -------------- |
| 1970 | 1 413          |
| 1987 | 1 543          |
| 2000 | 2 031          |
| 2005 | 2 210          |

### Struktura wiekowa
Dane o ludności z 31 grudnia 2008:
| Opis                                | Ogółem | Ogółem | Kobiety | Kobiety | Mężczyźni | Mężczyźni |
| ----------------------------------- | ------ | ------ | ------- | ------- | --------- | --------- |
| Jednostka                           | osób   | %      | osób    | %       | osób      | %         |
| Populacja                           | 2271   | 100    | 1161    | 51,12   | 1110      | 48,88     |
| Wiek przedprodukcyjny (0–17 lat)    | 497    | 21,88  | 258     | 11,36   | 239       | 10,52     |
| Wiek produkcyjny (18–65 lat)        | 1392   | 61,29  | 693     | 30,52   | 699       | 30,78     |
| Wiek poprodukcyjny (powyżej 65 lat) | 382    | 16,82  | 210     | 9,25    | 172       | 7,57      |

## Polityka
Wójtem gminy jest Leonhard Wörl z CSU, rada gminy składa się z 14 osób.
|      | CSU/BS | SPD | DEH | WGH | BP/FB | Razem |
| 2008 | 5      | -   | 4   | 3   | 2     | 14    |
| 2002 | 5      | 1   | 4   | 3   | 1     | 14    |

## Oświata
W gminie znajduje się przedszkole (100 miejsc) oraz szkoła podstawowa (8 nauczycieli, 128 uczniów).